# Jarl Waldemar Lindeberg
Jarl Waldemar Lindeberg (Helsinki, 4 augustus 1876 - Helsinki, 24 december 1932) was een Finse wiskundige bekend om zijn werk aan de centrale limietstelling.

## Leven en werk
Lindebergs vader was leraar aan de Aalto-universiteit in Helsinki. Jarl toonde al op vroege leeftijd wiskundig talent en interesse in de wiskunde.   
Lindeberg studeerde aan de Universiteit van Helsinki in zijn woonplaats. Al vroeg hield hij zich bezig met partiële differentiaalvergelijkingen en uiterlijk in 1920 kwam het zwaartepunt van zijn onderzoek te liggen in de kansrekening en wiskundige statistiek.
In 1920 publiceerde Lindenberg ook zijn centrale limietstelling, zonder bekend te zijn met een vergelijkbaar resultaat van Aleksandr Lyapunov. Wel hadden zij een verschillende aanpak; terwijl Lindeberg zich baseerde op convoluties, maakte Lyapunov gebruik van karakteristieke functies. 
In 1922 leerde de Zweedse wiskundige Harald Cramér Lindenberg kennen.
Jarl Waldemar Lindeberg overleed op 12 december 1932 in Helsinkiop de leeftijd van 56 jaar.

## Werk (selectie)
- Zur Korrelationstheorie. STK, Helsinki 1929.
- Zur Theorie der Linientaxierung. Helsinki 1926.
- Über die Berechnung des Mittelfehlers des Resultates einer Linientaxierung. Helsinki 1924.
- Über das Exponentialgesetz in der Wahrscheinlichkeitsrechnung. STK, Helsinki 1920.

## Commentaar
- L. Le Cam (1986) De centrale limietstelling rond 1935,  Statistical Science  Vol. 1, nr. 1. (feb), blz. 78-91.
- Gustav Elfving (1981)  De geschiedenis van de wiskunde in Finland 1828-1918.  Societas Scientarium Fennica, Helsinki.

## Biografie
- G. Elfving (2001) Jarl Waldemar Lindeberg,  Statistici van de Eeuwen  (ed C. C. Heyde en E. Seneta) pp. 318-321. New York: Springer.
- Harald Cramér (1976) Een halve eeuw met waarschijnlijkheidsteorie: Enkele persoonlijke herinneringen,  Annals of Probability  Vol. 4, nr. 4 (aug.), pp. 509-546.